# Academia de las artes y las ciencias cinematográficas de España
L’Academia de las artes y las ciencias cinematográficas de España (Académie des arts et des sciences cinématographiques d'Espagne en français) est une académie espagnole de cinéma  fondée en 1986 décernant chaque année les Goyas, l'équivalent pour le cinéma espagnol des César du cinéma : il s'agit de la récompense cinématographique la plus importante d'Espagne.

## Histoire
L'origine de cette académie remonte au 12 novembre 1985, quand le producteur Alfredo Matas organise une rencontre avec une trentaine de professionnels espagnols du cinéma au restaurant O'Pazo de Madrid pour y discuter de l'industrie du film en Espagne. Y participèrent notamment :
- Luis García Berlanga, réalisateur
- Carlos Saura, réalisateur
- Marisol Carnicero, producteur
- Tedy Villalba, producteur
- José Sacristán, acteur
- Charo Lopez, actrice
- Pablo González del Amo, éditeur
- José Luis Matesanz, éditeur
- Manuel Matji, écrivain
- José Nieto, musicien
- Carlos Suárez Morilla, chef opérateur
- Ramiro Gómez, designer

De ce meeting sortit l'idée de créer une organisation capable de promouvoir le cinéma espagnol et d'encourager les professionnels du domaine. L'Académie fut officiellement fondée le 8 novembre 1986.
En 2010, l'institution reçut la Médaille d'or du mérite des beaux-arts par le Ministère de l'Éducation, de la Culture et des Sports.

## Présidents successifs

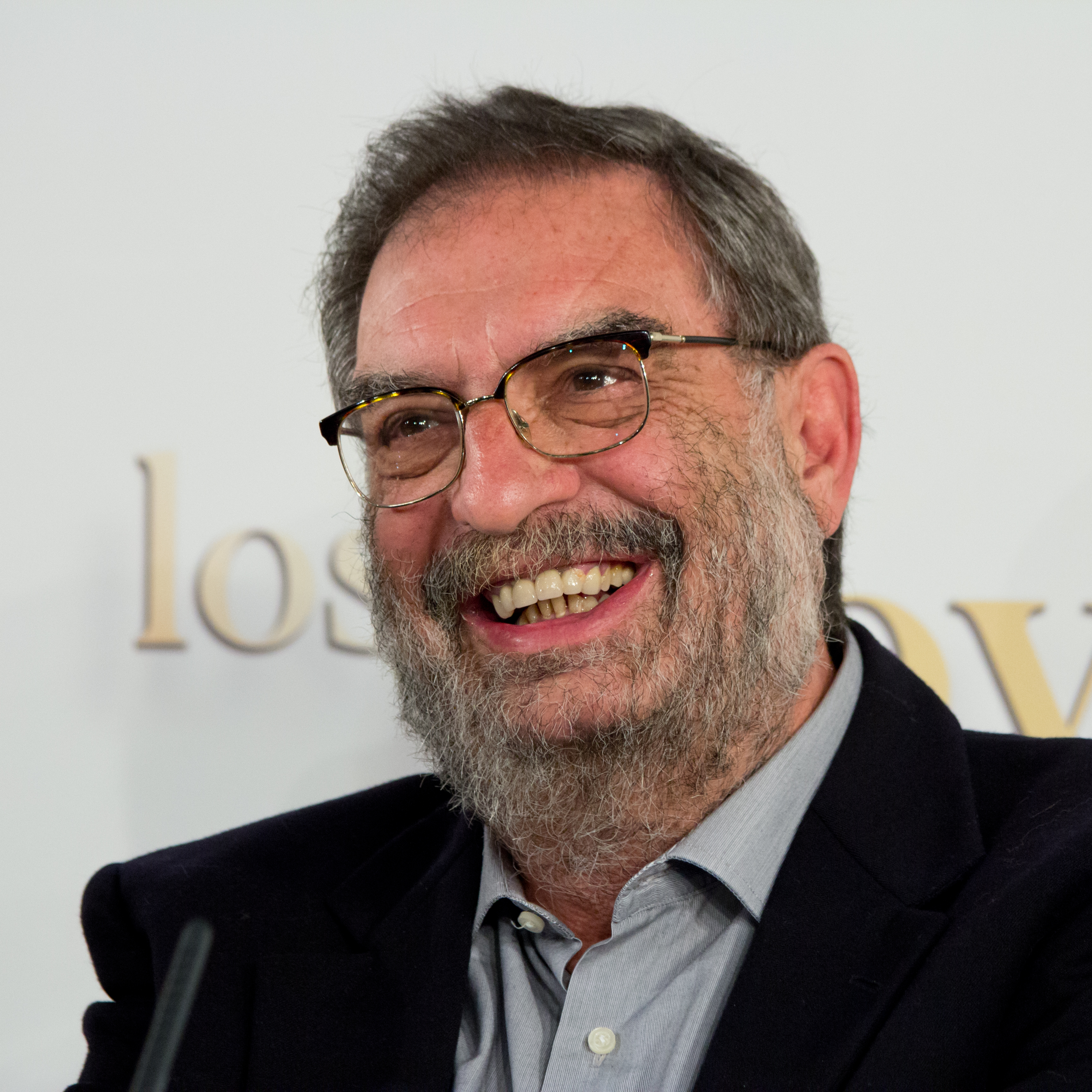
Enrique González Macho, président depuis 2011.

- José María González Sinde, 1986–1988
- Fernando Trueba, 1988
- Antonio Giménez Rico 1988–1992
- Fernando Rey, 1992–1994
- Gerardo Herrero, 1994
- José Luis Borau, 1994–1998
- Aitana Sánchez-Gijón, 1998–2000
- Marisa Paredes, 2000–2003
- Mercedes Sampietro, 2003–2006
- Ángeles González Sinde, 2006–2009
- Enrique Urbizu, 2009
- Eduardo Campoy, 2009
- Álex de la Iglesia, 2009–2011[2]
- Enrique González Macho depuis 2011.

## Médaille d'or
En outre des Prix Goya, l'Académie attribue également depuis 1986 une médaille d'or (Medalla de Oro), avec l'objectif de rendre hommage à des personnes qui ont contribué durant toute sa carrière à améliorer le cinéma espagnol tant dans son aspect industriel qu'artistique. La cérémonie de remise de cette médaille est réalisée durant un dîner de gala, offert généralement en octobre. À cette cérémonie sont conviées, non seulement des autorités et des professionnels du cinéma, mais également des connaissances et des proches de la personne, lui rendant hommage de manière active toute la soirée, avec notamment un montage audiovisuel qui parcourt sa vie et son œuvre. Voici la liste des médaillés d'or :
- Vicente Casanova (producteur)
- Fernando Rey (acteur)
- Carlos Saura (réalisateur)
- Francisco Rabal (acteur)
- Alfredo Matas (producteur)
- Ana Belén (actrice)
- Sara Montiel (actrice)
- Elías Querejeta (producteur)
- Gil Parrondo (décorateur)
- José Luis Borau (réalisateur, scénariste et producteur)
- Fernando Fernán Gómez (acteur, réalisateur et écrivain)
- Carmelo Bernaola (musicien et compositeur)
- Concha Velasco (actrice)
- Antonio Banderas (acteur)
- Basilio Martín Patino (réalisateur, producteur, écrivain et enquêteur)
- Geraldine Chaplin (actrice)
- Pablo Nuñez (réalisateur, animateur, dessinateur et technicien d'effets visuels)
- Maribel Verdú (actrice)
- Carmen Maura (actrice)
- Rosa María Sardà (actrice)[3]

En 1996, de manière exceptionnelle à l'occasion du Centenaire du cinéma espagnol, l'Académie décida de remettre 46 Médailles d'or à différents professionnels de spécialités distinctes, techniques et artistiques, ayant fait selon Elle l'« Histoire du cinéma espagnol ». La cérémonie eut lieu à Saragosse.

## Films choisis pour représenter l'Espagne aux Oscar du cinéma
Dès 1986, l'Académie s'est proposée pour désigner le film qui représentera l'Espagne dans la catégorie « Meilleur film en langue étrangère » des Oscars du cinéma, remis par l'américaine Academy of Motion Picture Arts and Sciences depuis 1929. Tous les films choisis n'ont pas été finalement nommés par le jury américain, bien qu'ayant fait l'objet de cette pré-sélection par un jury espagnol (ce qui est en soi une récompense, à différencier du Prix Goya du meilleur film, attribué parfois à un autre film).
Depuis 1986, l'Académie a sélectionné les films suivants :
- 1986 : La mitad del cielo de Manuel Gutiérrez Aragón
- 1987 : Asignatura aprobada de José Luis Garci, nommé pour l'Oscar du meilleur film en langue étrangère
- 1988 : Femmes au bord de la crise de nerfs (Mujeres al borde de un ataque de nervios) de Pedro Almodóvar, nommé pour l'Oscar du meilleur film en langue étrangère
- 1989 : Montoyas y Tarantos de Vicente Escrivá
- 1990 : ¡Ay, Carmela! de Carlos Saura
- 1991 : Tacones lejanos de Pedro Almodóvar
- 1992 : El maestro de esgrima de Pedro Olea
- 1993 : Belle Époque de Fernando Trueba, Oscar du meilleur film en langue étrangère
- 1994 : Canción de cuna de José Luis Garci
- 1995 : La flor de mi secreto de Pedro Almodóvar
- 1996 : Bwana de Imanol Uribe
- 1997 : Secretos del corazón de Montxo Armendáriz, nommé pour l'Oscar du meilleur film en langue étrangère
- 1998 : El abuelo de José Luis Garci, nommé pour l'Oscar du meilleur film en langue étrangère
- 1999 : Todo sobre mi madre de Pedro Almodóvar, resultando ganadora.
- 2000 : You're the one de José Luis Garci
- 2001 : Juana la Loca de Vicente Aranda
  - Finalistes: Lucia et le Sexe (Lucía y el sexo) de Julio Medem, et Sin noticias de Dios de Agustín Díaz Yanes
- 2002 : Los lunes al sol de Fernando León de Aranoa
  - Finalistes: Hable con ella de Pedro Almodóvar, et Historia de un beso de José Luis Garci.
- 2003 : Soldados de Salamina de David Trueba
  - Finalistes: Al sur de Granada de Fernando Colomo,Hotel Danubio de Antonio Giménez-Rico
- 2004 : Mar adentro de Alejandro Amenábar, resultando ganadora.
  - Finalistes: La Mauvaise Éducation (La mala educación) de Pedro Almodóvar, y Tiovivo c. 1950 de José Luis Garci.
- 2005 : Obaba’’, de Montxo Armendáriz.
  - Finalistes: Ninette de José Luis Garci, et Princesas de Fernando León de Aranoa.
- 2006 : Volver de Pedro Almodóvar
  - Finalistes: Capitaine Alatriste de Agustín Díaz Yanes, et Salvador (Puig Antich) de Manuel Huerga
- 2007 : El orfanato de Juan Antonio Bayona
  - Finalistes: Luz de domingo de José Luis Garci, et Las 13 rosas de Emilio Martínez Lázaro
- 2008 : Los girasoles ciegos de José Luis Cuerda
  - Finalistes: Sangre de mayo de José Luis Garci, et Siete mesas de billar francés de Gracia Querejeta
- 2009 : El baile de la Victoria de Fernando Trueba.
  - Finalistes: Mapa de los sonidos de Tokio de Isabel Coixet, et Gordos de Daniel Sánchez Arévalo
- 2010 : También la lluvia de Icíar Bollaín
  - Finalistes: Celda 211 de Daniel Monzón et Lope de Andrucha Waddington
- 2011 : Pa negre de Agustí Villaronga
  - Finalistes: La piel que habito de Pedro Almodóvar et La voz dormida de Benito Zambrano
- 2024 : Le Cercle des neiges de Juan Antonio Bayona